# Trogon melanurus
Trogon melanurus е вид птица от семейство Трогонови (Trogonidae).

## Разпространение
Видът е разпространен в Боливия, Бразилия, Венецуела, Гвиана, Еквадор, Колумбия, Панама, Перу и Френска Гвиана.